# سلام كالياس

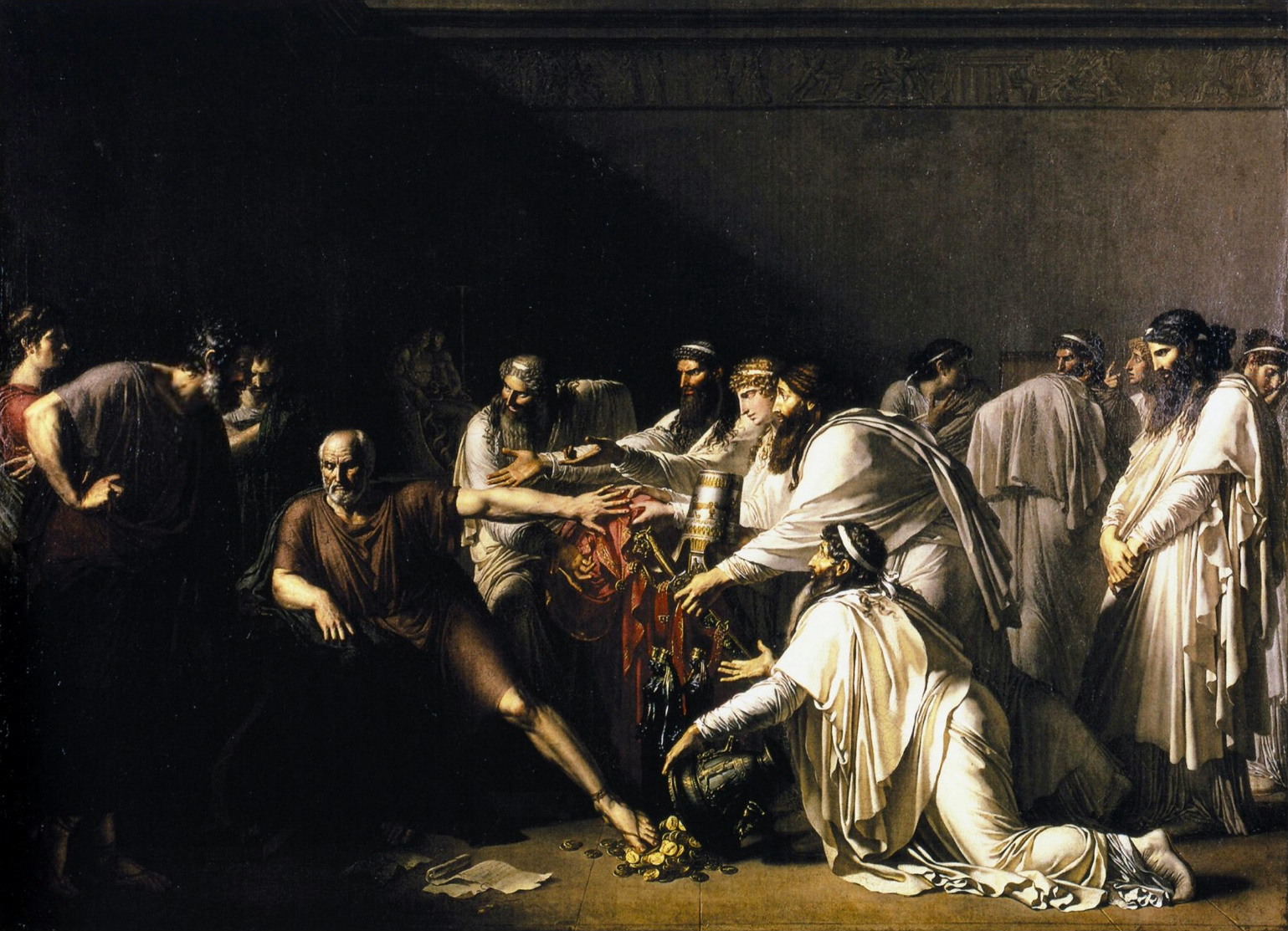

سلام كالياس هي معاهدة سلام مزعومة أنشئت حوالي 449 قبل الميلاد بين دوري اللحلف الديلي (بقيادة أثينا) وبلاد فارس، لإنهاء الحروب اليونانية الفارسية. تم الاتفاق على السلام كأول معاهدة حل وسط بين بلاد فارس الأخمينية ومدينة يونانية.
تم التفاوض على السلام من قبل كالياس، وهو سياسي أثيني. كانت بلاد فارس قد فقدت بشكل مستمر الأراضي لليونانيين بعد نهاية غزو خشايارشا الأول في 479 قبل الميلاد. يتم مناقشة التاريخ الدقيق للمعاهدة ، على الرغم من أنها عادة ما توضع بعد معركة Eurymedon في 469 أو 466 أو معركة السلاميس القبرصية في 450. أعطى سلام كالياس الحكم الذاتي للدول الأيونية في آسيا الصغرى، وحظر التعدي على الساتراب الفارسي في غضون ثلاثة أيام من ساحل بحر إيجة، وحظر السفن الفارسية من بحر إيجة. كما وافقت أثينا على عدم التدخل في ممتلكات بلاد فارس في آسيا الصغرى أو قبرص أو ليبيا أو مصر(أثينا في ذلك الوقت فقدت أسطولاً يساعد ثورة مصرية ضد بلاد فارس).تأتي معرفتنا بسلام كالياس من مراجع من قبل الخطابات الأربعة قبل الميلاد إيسقراط وديموستيني وكذلك المؤرخ ديودوروس. اعتبر المؤرخ القديم ثيوبومبوس أنه تلفيق بحجة أن نقش المعاهدة كان مزيفاً – فالحروف المستخدمة لم تدخل حيز التنفيذ إلا بعد نصف قرن من زعم أنه تم الاتفاق على المعاهدة. ومن الممكن ألا تكون المعاهدة موجودة رسمياً قط، وإذا أُبرمت، فإن أهميتها موضع خلاف. لم يذكر ثوسيديديس ذلك ، ولكن هيرودوت يقول شيئًا يمكن تفسيره بشكل معقول على أنه يدعم وجودها ، كما يفعل فلوطرخس الذي اعتقد أنه إما تم توقيعه بعد معركة Eurymedon في 466 قبل الميلاد ، أو أنه لم يتم توقيعه على الإطلاق.على أي حال، يبدو أنه تم التوصل إلى اتفاق ما لإنهاء الأعمال العدائية مع بلاد فارس بعد 450/449، مما سمح لأثينا بالتعامل مع التهديدات الجديدة من الدول اليونانية الأخرى مثل كورنث وثيفا، وكذلك يوبوا التي تمردت من دوري الديليان بعد ذلك بوقت قصير
ربما نشأت هذه الصراعات عندما شعر «الحلفاء» الأثينيين أنه لم يعد هناك مبرر لللحلف الديلي (التي تطورت من الرابطة اليونانية بقيادة سبارتان التي هزمت غزو زيركسيس)، حيث يبدو أن بلاد فارس لم تعد تشكل تهديدًا. ومع مطالبة أثينا بالمزيد والمزيد من الإشادة وممارسة المزيد من السيطرة السياسية والاقتصادية على حلفائها، أصبحت الرابطة إمبراطورية حقيقية أكثر، وبدأ العديد من حلفاء أثينا في التمرد. على الرغم من أن كالياس كان مسؤولاً أيضاً عن السلام (سلام الثلاثين عاماً) مع سبارتا في 446-445 قبل الميلاد، فإن التهديد الأثيني المتنامي سيؤدي في نهاية المطاف إلى الحرب البيلوبونيزية.
تراجع القتال بين الإغريق والفرس بعد عام 450، ولكن بلاد فارس استمرت في التدخل في الشؤون اليونانية وأصبحت مفيدة في تأمين انتصار إسبرطي في الحرب البيلوبونيزية.
ومع ذلك، فإنه لا يزال موضوعا مثيرا للجدل بين المؤرخين والعلماء اليوم.
محتويات